# 山田水産
山田水産株式会社（やまだすいさん）は、長崎県長崎市に本社を置く水産会社である。

## 概要
114-164総トンの底びき網漁船8隻（うち4隻は子会社の長運水産（株）所属）を保有し、北緯25度以北・東経128度30分以西の東シナ海における底びき網漁業（以西底びき網漁業）を行っている。日本国内の以西底びき網漁業専業の事業者は、2001年以降、山田水産グループのみとなっている。
以西底びき網漁業は、東シナ海の豊富な水産資源を背景に、第二次世界大戦後、西日本の水産業において主要な地位を占め、長崎市のほか福岡市・下関市にも多数の漁業者が存在していた。主な漁法は、底びき網の両袖部に各1隻の漁船がついて引く二艘びき底びき網である。最盛期の1965年（昭和40年）には759隻の以西底びき網漁船が操業していたが、1970年代以降、乱獲による資源状況の悪化を背景とした規制強化や、魚価低迷・燃料油高騰による経営悪化等から減船が進み、更に1990年代に入ると、円高による輸入魚の急増や、漁場における中国・韓国漁船の急増等で経営環境が急速に悪化したことから、転廃業が激増し、大半の漁業者は撤退に至った。2021年（令和3年）現在、以西底びき網漁業の操業許可を受けている漁船は、山田水産グループの8隻のみとなっている。

## 保有船
子会社の長運水産所属船を含め8隻の底びき網漁船を保有し、二艘びき4組を構成する。
- 第三山田丸[7]
  - 162総トン 乗組員12名
- 第五山田丸[7]
  - 162総トン 乗組員12名
- 第二十一山田丸[7]
  - 164総トン 乗組員13名 長崎造船建造[8]
- 第二十二山田丸[7]
  - 164総トン 乗組員11名
- 第一長運丸[7]
  - 114総トン 乗組員12名
- 第二長運丸[7]
  - 114総トン 乗組員11名
- 第六長運丸[7]
  - 162総トン 乗組員12名
- 第七長運丸[7]
  - 162総トン 乗組員12名

## 沿革
- 1905年（明治38年） - 創業者山田吉太郎・鷹治兄弟が魚問屋業を開業[9]。
- 大正年間 - 漁業に進出[9]。
- 1965年（昭和40年）12月 - 法人化し、山田水産株式会社に改組[9]。
- 1969年（昭和44年）12月 - 長運水産株式会社を設立[9]。
- 2006年（平成18年）7月 - マルシップ制度を導入[9]。
- 2012年（平成24年）1月 - 運搬船への洋上転載方式を廃止[9]。

## 関連会社
- 長運水産株式会社[9]
  - 以西底びき網漁業
- 山田屋石油株式会社[9]
  - 石油製品卸売業
- 山田鉄工株式会社[9]
  - 陸用・舶用内燃機関修理業
- 山田屋商店株式会社[9]
  - 不動産賃貸業
- 山一商事株式会社[9]
  - 不動産賃貸業